# Burlacul (sezonul 3)
Burlacul (sezonul 3) este al treilea sezon al emisiunii Burlacul.Premiera sezonului a fost pe 1 martie 2012.La în ceputul sezonului Vladimir Drăghia a fost burlac dar în episodul 7  la ceremonia trandafirului concurentele rămase în joc i-au înapoiat trandafirul eliminându-l pe Vladimir.Pentru că showul trebuia să continue Sergiu Barboni a răspuns provocarii fiind noul burlac.

## Concurente
| Nume                      | Vârstă | Localitate            | Ocupație                       | Eliminată     |
| ------------------------- | ------ | --------------------- | ------------------------------ | ------------- |
| Alexandra "Sasha" Cristea | 22     | București             | Hostess                        | Va fi anunțat |
| Adelina Boe               | 24     | Baia Mare             | Specialist relații publice     | Va fi anunțat |
| Irina Drăghia             | 30     | Drobeta Turnu Severin | Profesoară                     | Va fi anunțat |
| Alexandra Pîrîianu        | 21     | Pitești               | Consilier parlamentar          | Episodul 11   |
| Georgiana Ștefan          | 23     | București             | PR manager                     | Episodul 10   |
| Andreea Zarian            | 23     | București             | Jurist                         | Episodul 9    |
| Andra Nicolin             | 25     | Craiova               | Inginer hidrotehinc proiectant | Episodul 9    |
| Cristina Retzler          | 24     | Sibiu                 | Ospătar                        | Episodul 8    |
| Cristina Kudor Bandi      | 22     | Târgu Mureș           | Designer interior              | Episodul 6    |
| Raluca Iacov              | 20     | București             | Adimintrator firmă construcții | Episodul 5    |
| Elena Bulga               | 23     | Filiași               | Model                          | Episodul 4    |
| Alexandra Popa            | 22     | Câmpia Turzii         | Contabil                       | Episodul 3    |
| Iulia Rebegea             | 22     | Piatra Neamț          | Dansatoare                     | Episodul 3    |
| Isabela Staic             | 27     | Târgu Jiu             | Make-up artist                 | Episodul 1    |
| Andra Ceană               | 23     | București             | Broker imobiliar               | Episodul 1    |
| Cristina Soare            | 19     | Alexandria            | Consultant vânzări             | Episodul 1    |
| Daniela Belbea            | 25     | Călărași              | Actriță                        | Episodul 1    |
| Diana Roman               | 22     | Mediaș                | Studentă                       | Episodul 1    |
| Roxana Rusu               | 21     | Bacău                 | Copywriter                     | Episodul 1    |
| Alexandra Centea          | 19     | Baia Mare             | Asistentă medicală             | Episodul 1    |

## În ordinea eliminării
| 1  | Adelina       | Georgiana     | Georgiana     | Irina         | Andreea       | Andra N.      | Alexandra Pî. | Sasha         | Sasha         | Irina         | Adelina |  |  |  |
| 2  | Cristina R.   | Irina         | Andra N.      | Georgiana     | Sasha         | Georgiana     | Andra N.      | Georgiana     | Adelina       | Adelina       | Irina   |  |  |  |
| 3  | Iulia         | Alexandra Pî. | Sasha         | Cristina R    | Irina         | Andreea       | Sasha         | Alexandra Pî. | Irina         | Sasha         | Sasha   |  |  |  |
| 4  | Georgiana     | Sasha         | Irina         | Sasha         | Andra N.      | Adelina       | Georgiana     | Adelina       | Alexandra Pî. | Alexandra Pî. |         |  |  |  |
| 5  | Irina         | Andreea       | Andreea       | Cristina K.   | Adelina       | Alexandra Pî. | Adelina       | Andreea       | Georgiana     |               |         |  |  |  |
| 6  | Elena         | Elena         | Raluca        | Alexandra Pî. | Georgiana     | Sasha         | Andreea       | Andra N.      |               |               |         |  |  |  |
| 7  | Sasha         | Adelina       | Adelina       | Andreea       | Alexandra Pî. | Irina         | Cristina R.   |               |               |               |         |  |  |  |
| 8  | Alexandra Pî. | Cristina R.   | Cristina R.   | Adelina       | Cristina R.   |               |               |               |               |               |         |  |  |  |
| 9  | Cristina K.   | Raluca        | Alexandra Pî. | Andra N.      | Cristina K.   |               |               |               |               |               |         |  |  |  |
| 10 | Alexandra Po. | Cristina K.   | Cristina K.   | Raluca        |               |               |               |               |               |               |         |  |  |  |
| 11 | Raluca        | Andra N.      | Elena         |               |               |               |               |               |               |               |         |  |  |  |
| 12 | Andreea       | Iulia         |               |               |               |               |               |               |               |               |         |  |  |  |
| 13 | Andra N.      | Alexandra Po. |               |               |               |               |               |               |               |               |         |  |  |  |
| 14 | Isabela       |               |               |               |               |               |               |               |               |               |         |  |  |  |
| 15 | Cristina S.   |               |               |               |               |               |               |               |               |               |         |  |  |  |
| 16 | Roxana        |               |               |               |               |               |               |               |               |               |         |  |  |  |
| 17 | Andra C.      |               |               |               |               |               |               |               |               |               |         |  |  |  |
| 18 | Diana         |               |               |               |               |               |               |               |               |               |         |  |  |  |
| 19 | Daniela       |               |               |               |               |               |               |               |               |               |         |  |  |  |
| 20 | Alexandra C.  |               |               |               |               |               |               |               |               |               |         |  |  |  |

     Concurenta a primit trandafirul salvator
     Concurenta a avut parte de o întâlnire privată
     Concurenta a avut parte de o întâlnire în grup
     Concurenta a fost eliminată la o întâlnire privată
      Concurenta a fost eliminată
     Concurenta a câștigat competiția
     Concurenta a  revenit în competiție
     Concurenta a  revenit în competiție și a fost eliminată
     Concurenta a părăsit competiția de bunăvoie
     Concurenta a câștigat jocul și a avut parte de o întâlnire privată